# Rio Cavalla
O rio Cavalla (também conhecido como Cavally, Youbou e Diougou) é um rio na África Ocidental, com cerca de 515 km de extensão sendo o maior da Libéria.
Ele surge do norte do Monte Nimba na Guiné, e flui através da Costa do Marfim, até as proximidades da cidade Zwedru na Libéria e volta à fronteira com a Costa do Marfim, passando por mais da metade da fronteira da Costa de Marfim e Libéria. O rio desagua no Golfo da Guiné a 21 km ao leste da cidade de Harper na Libéria.